# Stade tunisien (football)
 (avril 2009).
Si vous disposez d'ouvrages ou d'articles de référence ou si vous connaissez des sites web de qualité traitant du thème abordé ici, merci de compléter l'article en donnant les références utiles à sa vérifiabilité et en les liant à la section « Notes et références ».
Maillots
Actualités
Le Stade tunisien (arabe : الملعب التونسي), abrégé en ST, est un club de football tunisien basé au Bardo dans la proche banlieue ouest de Tunis (ancienne résidence des beys de Tunis). Il fait partie des principales équipes de la région de Tunis avec celles de l'Espérance sportive de Tunis et du Club africain.
Fondé le 7 juillet 1948, il est l'héritier de la section de football de la défunte Association des jeunes musulmans du Bardo fondée en 1923. Ce club se trouve sous le patronage des beys, notamment Lamine Bey, d'où son surnom de « club beylical ».
Il évolue dans le championnat de Tunisie. Le club détient au total 18 titres : seize titres sur le plan national (quatre championnats, sept coupes, une Supercoupe, deux coupes de la Ligue et deux coupes Hédi Chaker) et deux sur le plan régional (coupes arabes des vainqueurs de coupe).
Après 61 ans de présence continue en première division depuis son ascension lors de la saison 1955-1956, le Stade tunisien rétrograde en Ligue II à l'issue de la saison 2015-2016 après une présence continue de soixante ans en Ligue I, mais revient rapidement à la première division et devient ainsi la première équipe tunisienne à avoir remporté les championnats de Ligue I et II.
Une certaine rivalité existe avec les deux autres clubs de la capitale, Tunis, à savoir l'Espérance sportive de Tunis et le Club africain contre qui le Stade tunisien dispute le petit derby tunisois.

## Historique

### Fondation
En 1947, l'association culturelle des Jeunes musulmans, dirigée par le cheikh Salah Enneifer, prend en charge une école pour jeunes filles musulmanes, située à la rue des Selliers, et des sections de scouts et de football. En juillet, une délégation comprenant le président et le secrétaire général de la section de football, un industriel du Bardo, Habib Ben Mokthar, et un jeune footballeur, Slah Damergi, se rend chez le docteur Mohamed Ben Salem (dit Hamadi), ministre et gendre du monarque Lamine Bey, pour lui demander de prendre la tête de leur section.
Les médecins autochtones sont alors souvent les figures de proue des clubs sportifs : Salah Aouidj au Club africain ou Chedly Zouiten à l'Espérance sportive de Tunis.
Le 7 juillet 1948, une assemblée générale extraordinaire de l'association est convoquée pour fonder un club omnisports qui prend le nom de Stade tunisien, bien que les autorités du protectorat exigent dans un premier temps l'appellation de Stade tunisois pour éviter une référence nationaliste. Il s'agit du seul club tunisien qui porte formellement le nom du pays.
Ben Salem s'entoure d'une jeune équipe de dirigeants dont Mohamed Ben Mahmoud et les frères Ezzedine, Ali et Ouardi Berbèche, tous trois d'anciens joueurs du Stade gaulois. Larbi Ben Hassine, alias Larbi Bardo, devient le premier entraîneur du club.

### Premières années et montée en puissance

#### Premiers pas du club
Le club commence ses activités avec une seule section évoluant en cinquième division. Dans le même temps, il recherche un terrain d'entraînement. C'est alors que le terrain du Bardo Sports, bien appartenant à la couronne beylicale, est affecté après plusieurs démarches du club à la municipalité du Bardo. Une salle couverte de 500 m2 y est ensuite construite en trois mois.
Fille de Lamine Bey, le bey de Tunis, la princesse Lalla Zakia apporte son soutien à son époux, Mohamed Ben Salem (fondateur du Stade tunisien), et aurait plaidé la cause du club auprès de son père qui assiste à l'inauguration du stade du Bardo en 1951, devenant dès lors l'égérie du Stade tunisien à ses débuts.

#### Montée en puissance
Dès sa première saison, le club accède en quatrième division où il passe deux saisons avant de monter en troisième division, tout en préparant son avenir en remportant le championnat de Tunisie des cadets en 1950 et 1951. L'équipe est alors constituée de Mahmoud Ben Abdessalem, Ali Berbèche, Abdelhamid Gorgi, Abdelbaki Bessioud, Ammar Nahali, Chedly Laaroussi, Zine Berbèche, Tarek Cherigui, Férid Cherigui, Mokhtar Ferchichi et Ouardi Berbèche. À partir de 1951, l'entraîneur Rachid Turki est engagé et l'équipe renforcée par Noureddine Diwa, Ali Miloud, Khémis Lakhal et Hédi Braiek. Après l'interruption des compétitions en 1952 et 1953, elle remporte en deux ans le championnat de troisième division puis de deuxième division et accède en nationale.
Alors qu'il évolue encore en seconde division, le club parvient en demi-finale de la coupe d'Afrique du Nord en s'imposant face à tous ses adversaires, à l'exception du vainqueur de l'épreuve, le Sporting Club de Bel Abbès. Très rapidement, le club devient le leader de la compétition en remportant sept titres de championnat ou de coupes en l'espace de sept ans. C'est le premier club qui remporte la coupe et le championnat après l'indépendance, durant les saisons 1955-1956 et 1956-1957.

### Évolutions
Au cours des années qui suivent, les activités du club s'enrichissent par la création de nouvelles sections : boxe, volley-ball, cyclisme, basket-ball, athlétisme, judo, natation et plus tard handball.
À partir de la fin des années 1960, le Stade tunisien ne retrouve plus son niveau antérieur en football. Le club lutte rarement pour le titre du championnat, et se place le plus souvent en milieu du tableau.
En 2016, et pour la première fois de son histoire, le Stade tunisien se retrouve en Ligue II après la fin du championnat. Malgré un rebond rapide, le club chute une nouvelle fois après la saison 2020-2021. Il réussit cependant à retrouver sa place en Ligue I seulement un an après.

## Écusson

Logo ancien.
Logo actuel.

## Palmarès
| National | Régional                                                                                |
| --- | --------------------------------------------------------------------------------------- |
| - Championnat de Tunisie (4) - Vainqueur : 1957, 1961, 1962, 1965 - Vice-champion : 1960, 1963, 1979, 1984 - Championnat de Tunisie de deuxième division (2) - Vainqueur : 2017, 2022 - Coupe de Tunisie (7) - Vainqueur : 1956, 1958, 1960, 1962, 1966, 2003, 2024 - Finaliste : 1961, 1972, 1981, 1990, 1992, 2025 - Supercoupe de Tunisie (1) - Vainqueur : 1966 - Finaliste : 1960, 2024 - Coupe de la Ligue tunisienne de football (2) - Vainqueur : 2000, 2002 - Coupe Hédi Chaker (2) - Vainqueur : 1961, 1964 - Finaliste : 1962 | - Coupe arabe des vainqueurs de coupe (2) - Vainqueur : 1989, 2001 - Demi-finale : 2003 |

## Direction

### Présidents
Durant son existence, le Stade tunisien a connu vingt présidents :
| Pays                  | Nom                   | Période   |
| --------------------- | --------------------- | --------- |
| Drapeau de la Tunisie | Mohamed Ben Salem     | 1947-1953 |
| Drapeau de la Tunisie | Salah Azaïz           | 1953      |
| Drapeau de la Tunisie | Abdessalem Mestiri    | 1953-1957 |
| Drapeau de la Tunisie | Ali Cherif            | 1957-1963 |
| Drapeau de la Tunisie | Ajmi Slim             | 1963-1970 |
| Drapeau de la Tunisie | Mohi eddine Bachraoui | 1970-1971 |
| Drapeau de la Tunisie | Habib Mokthar         | 1971-1972 |
| Drapeau de la Tunisie | Hédi Enneifer         | 1972-1987 |

| Pays                  | Nom               | Période   |
| --------------------- | ----------------- | --------- |
| Drapeau de la Tunisie | Youssef Ben Ammar | 1987      |
| Drapeau de la Tunisie | Mohamed Achab     | 1987-1990 |
| Drapeau de la Tunisie | Khaled Sanchou    | 1990-1991 |
| Drapeau de la Tunisie | Chedly Karoui     | 1991-1993 |
| Drapeau de la Tunisie | Mohamed Achab     | 1993-1996 |
| Drapeau de la Tunisie | Moncef Cherif     | 1996-1998 |
| Drapeau de la Tunisie | Jalel Ben Aïssa   | 1998-2004 |
| Drapeau de la Tunisie | Mohamed Achab     | 2004-2008 |

| Pays                  | Nom                 | Période   |
| --------------------- | ------------------- | --------- |
| Drapeau de la Tunisie | Mohamed Derouiche   | 2008-2011 |
| Drapeau de la Tunisie | Kamel Snoussi       | 2011-2013 |
| Drapeau de la Tunisie | Anouar Haddad       | 2013-2015 |
| Drapeau de la Tunisie | Ghazi Ben Tounes    | 2015-2016 |
| Drapeau de la Tunisie | Jalel Ben Aïssa     | 2016-2021 |
| Drapeau de la Tunisie | Noureddine Ben Brik | 2021-2022 |
| Drapeau de la Tunisie | Mohamed Mahjoub     | 2022-     |

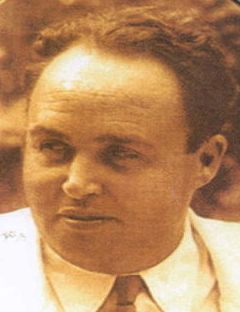
Salah Azaïz.
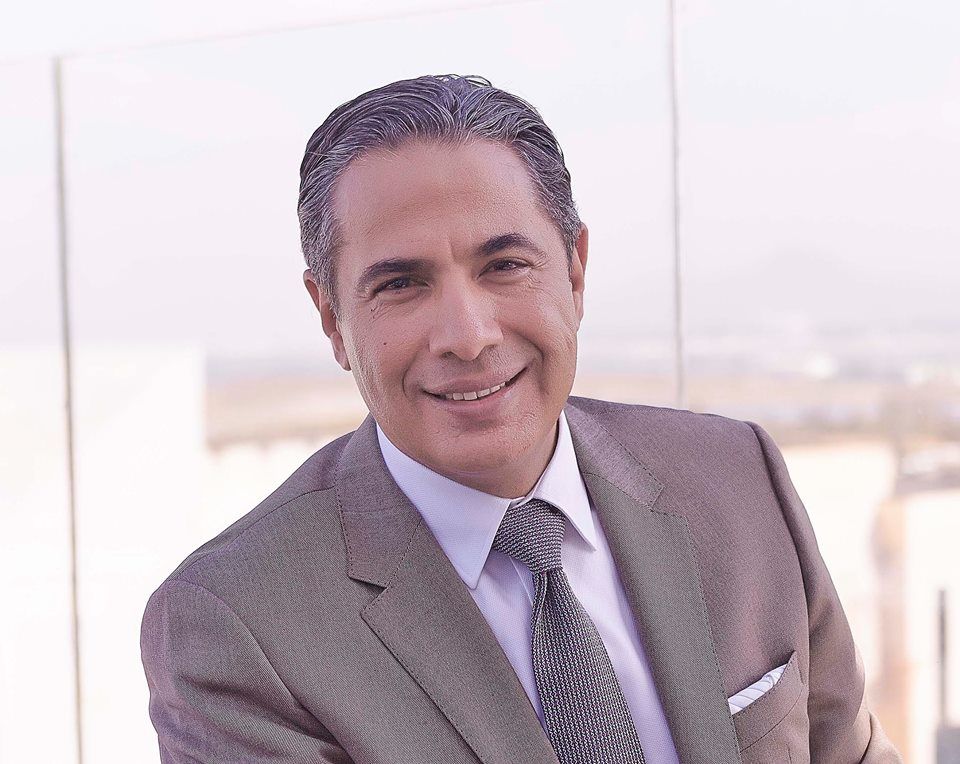
Ghazi Ben Tounes.

### Entraîneurs
| Nom                                                                 | Période   |
| ------------------------------------------------------------------- | --------- |
| Larbi Ben Hassine                                                   | 1948-1949 |
| Habib Draoua                                                        | 1949-1950 |
| Ouardi Berbeche                                                     | 1950-1951 |
| Rachid Turki                                                        | 1951-1957 |
| Ahmed Benelfoul                                                     | 1957-1959 |
| Ouardi Berbeche et Ammar Nahali                                     | 1959-1961 |
| Rachid Turki                                                        | 1961-1962 |
| Ammar Nahali                                                        | 1962-1963 |
| Stéphane Dakowski                                                   | 1963-1964 |
| Ammar Nahali                                                        | 1964-1970 |
| Mouldi Belkhamsa                                                    | 1970-1971 |
| Ammar Nahali                                                        | 1971-1973 |
| Stephanovic Dietscha puis Ahmed Mghirbi                             | 1973-1976 |
| Skander Medelgi                                                     | 1976-1977 |
| Milosevic[Qui ?] puis Ezzeddine Bezdah                              | 1977-1978 |
| Ameur Hizem puis Noureddine Diwa                                    | 1978-1981 |
| André Nagy                                                          | 1981-1984 |
| Branislav Acimovic, Ezzeddine Bezdah puis Oscar Mentès              | 1984-1985 |
| André Nagy                                                          | 1985-1986 |
| Mokhtar Tlili                                                       | 1986-1987 |
| Asparuh Nikodimov puis Abdelwahab Lahmar                            | 1987-1989 |
| Biggy[Qui ?]                                                        | 1989-1990 |
| Taoufik Ben Othman puis Ahmed Mghirbi                               | 1990-1991 |
| Ahmed Mghirbi, Ezzeddine Bezdah puis Marian Brncic                  | 1991-1992 |
| Marian Brncic puis Wahid Hidoussi                                   | 1992-1993 |
| Alexandru Moldovan puis Taoufik Ben Othman                          | 1993-1994 |
| Amor Dhib puis Abdelwahab Lahmar                                    | 1994-1995 |
| Ahmed Mghirbi                                                       | 1995-1996 |
| Jean Thissen puis Stefan Białas                                     | 1996-1997 |
| Abdelhamid Zouba, Abdelwahab Lahmar, Stefan Białas puis Habib Mejri | 1997-1998 |
| Ali Fergani, Amarildo Tavares da Silveira puis Wahid Hidoussi       | 1998-1999 |
| Ali Selmi                                                           | 1999-2000 |

| Nom                                                                     | Période   |
| ----------------------------------------------------------------------- | --------- |
| Ali Selmi, Lotfi Benzarti puis Khaled Ben Yahia                         | 2000-2001 |
| Khaled Ben Yahia, Youssef Zouaoui puis Albert Rust                      | 2001-2002 |
| Ali Selmi, Faouzi Benzarti, Bernard Casoni puis Ahmed Mghirbi           | 2002-2003 |
| Faouzi Benzarti, José Paulo Rubim, Ahmed Mghirbi puis Moncef Arfaoui    | 2003-2004 |
| Moncef Arfaou, Luis Miguel, Ahmed Mghirbi puis Moncef Arfaoui           | 2004-2005 |
| Robertinho                                                              | 2005-2007 |
| Mrad Mahjoub puis Robertinho                                            | 2007-2008 |
| José Morais puis Ferid Ben Belgacem                                     | 2008-2009 |
| Patrick Liewig                                                          | 2009-2011 |
| Nabil Kouki, Hubert Velud puis Khaled Ben Sassi                         | 2011-2012 |
| Ghazi Ghrairi                                                           | 2012-2013 |
| Mahmoud Ouertani, Sofiene Hidoussi puis Lassaad Dridi                   | 2013-2014 |
| Lassaad Dridi                                                           | 2014-2015 |
| Lassaad Dridi, Maher Kanzari puis Hichem Nsibi                          | 2015-2016 |
| Hédi Mokrani puis Lotfi Sebti                                           | 2016-2017 |
| Mohamed Kouki puis Nabil Kouki                                          | 2017-2018 |
| Mohamed Mkacher puis Chokri Khatoui (en)                                | 2018-2019 |
| Montasser Louhichi puis Jalel Kadri                                     | 2019-2020 |
| Anis Boussaïdi                                                          | 2020-2021 |
| Nassif Bayaoui, Ghazi Ghrairi, Luc Eymael, Luc Bernard puis Lotfi Kadri | 2021-2022 |
| Skander Kasri puis Hammadi Daou (en)                                    | 2022-2024 |
| Maher Kanzari puis Chokri Khatoui (en)                                  | 2024-     |

### Staff technique
- Entraîneur : Chokri Khatoui (en) (Tunisie)
- Entraîneur adjoint : Talel Missaoui (Tunisie)
- Préparateur physique : Omar Ben Ounis (Tunisie)
- Entraîneur des gardiens : Adel Ben Zouita (Tunisie)
- Médecin : Adel Harmia (Tunisie)
- Directeur technique : Chokri Zemzmi (Tunisie)
- Accompagnateur : Taoufik Mhdhbi (Tunisie)

## Effectif

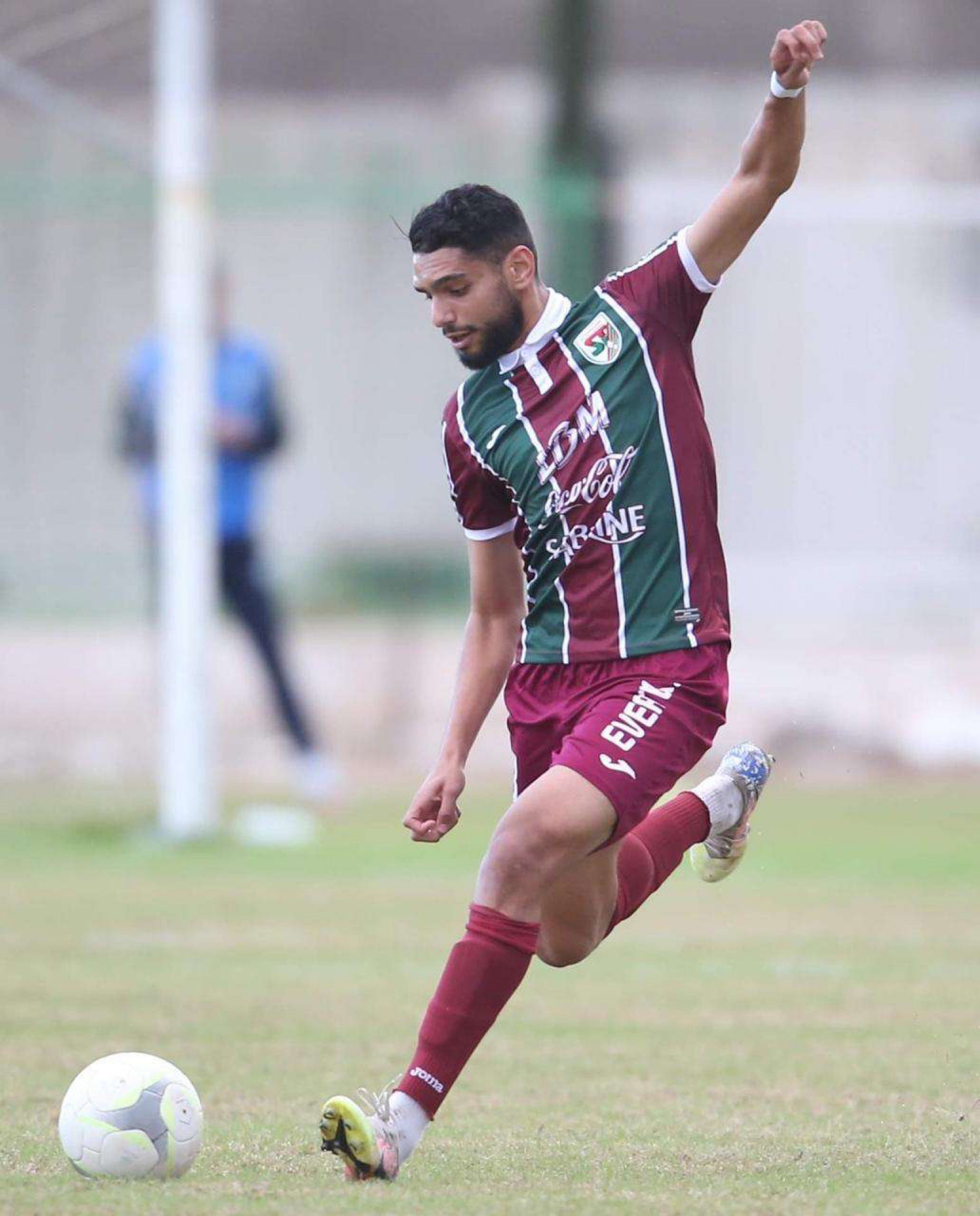
Daysam Ben Nasr.
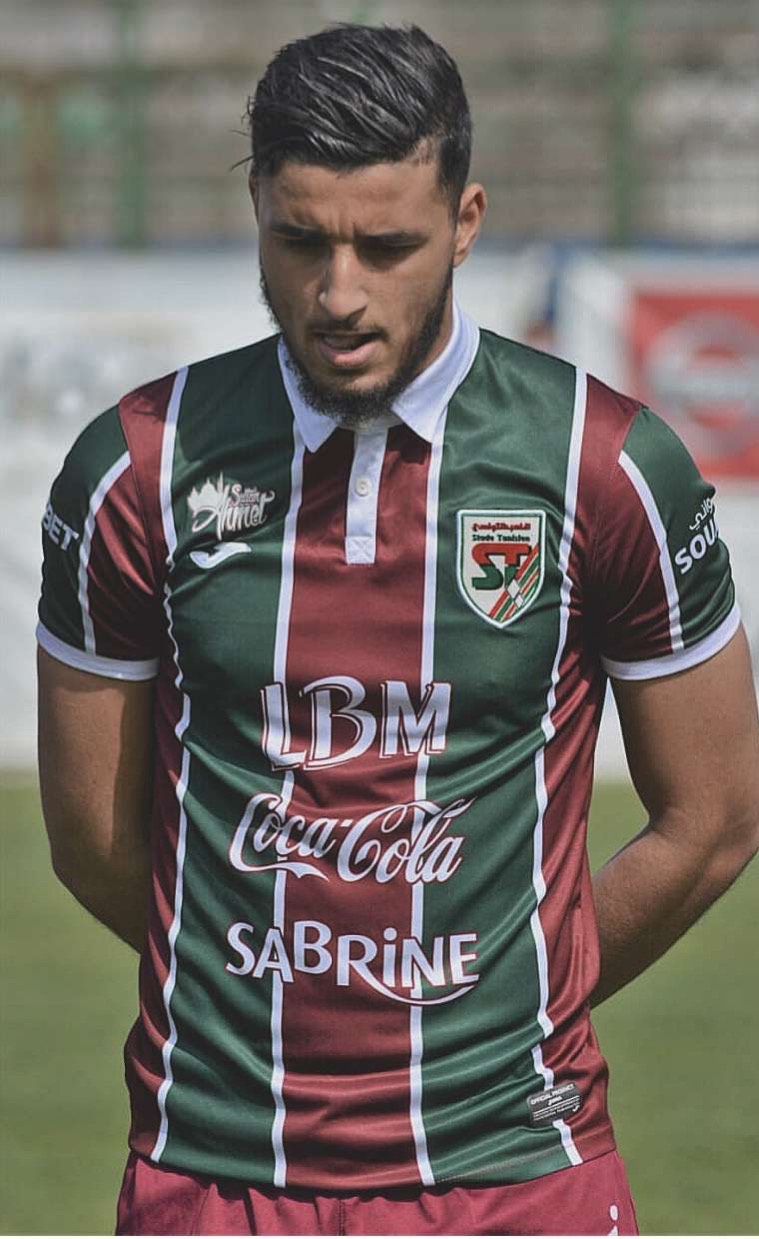
Rayanne Khemais.

## Honneurs individuels

### Soulier d'or
Le soulier d'or est remis aux meilleurs footballeurs :
- Ahmed Mghirbi : 1971-1972
- Mohsen Jendoubi : 1976-1977
- Mondher Jaballah : 1983-1984
- Jameleddine Limam : 1987-1988
- Abdelhamid Hergal : 1988-1989
- Jameleddine Limam : 2001-2002

### Meilleur buteur
- Abdelwahab Lahmar : 1966-1967 (14 buts)
- Abdelhamid Hergal : 1988-1989 (15 buts)
- Hechmi Sassi : 1991-1992 (14 buts)
- Oussama Sellami : 2000-2001 (11 buts)
- Mohamed Selliti : 2002-2003 (12 buts)

## Couleurs
Les couleurs du Stade tunisien sont un maillot vert et rouge et un short blanc. Le rouge symbolise le sang, le feu, l'énergie et la virilité alors que le vert symbolise l'espoir et la jeunesse et le blanc symbolise la paix et l'esprit de compétition (fair-play). Ces couleurs sont propres au bey de Tunis, le parrain originel du Stade tunisien. Ce sont aussi les couleurs d'une pâtisserie traditionnelle tunisienne connue sous le nom de baklawa El Bey. Lors des matchs du club, la fille de Lamine Bey et épouse du fondateur du club, Mohamed Ben Salem, la princesse Lalla Zakia, distribuait la baklawa dans le palais beylical du Bardo pour fêter la victoire du club, d'où le surnom du club (El Baklawa).
À l'occasion de la saison 2015-2016, le Stade tunisien connaît pour la première fois de son histoire la relégation en division inférieure. Le président de la commission de communication, Montassar Yazidi, et celui de la commission de marketing, Mohamed Habib Dérouiche, décident de changer les couleurs du club jusqu'à sa remontée en Ligue I, en guise de symbole de deuil. Dès lors, le Stade tunisien troque ses couleurs habituelles pour le noir et le gris.

## Infrastructures
Le Stade tunisien a longtemps joué ses matchs à domicile au stade Chedly-Zouiten et au stade olympique d'El Menzah. À la fin des années 1980, Hédi Enneifer, le président du club, décide de construire un complexe sportif comprenant un centre de formation pour le football et un grand stade propre au club. Toutefois, les travaux durent trente ans en raison de nombreuses interruptions liées à des problèmes administratifs et financiers. Finalement, les travaux sont achevés en 2011.
Le parc Hédi-Enneifer est le centre d'entraînement de l'équipe, réparti sur une surface de plus de dix hectares et portant le nom de Hédi Enneifer, ancien président et père spirituel du club. Il comporte plusieurs terrains gazonnés et un terrain d'honneur de 11 000 places.

## Groupe de supporters
Créé en 2002, les Bardo Boys (BB '02) est un groupe d'ultras ; leur nom est une référence aux jeunes du Bardo, la cité qui accueille le club. Le Kaotic Group (KG '07) est créé à sa suite en 2007. En 2011, les deux groupes forment une alliance sous le nom de Kop Of Bardo.
Cette dernière assure l'animation dans les tribunes, l'organisation des supporters stadistes et le soutien populaire de l'équipe. En posant leurs banderoles dans tous les lieux où le Stade tunisien joue, ils marquent ainsi leur présence.